# Набарох
Набарох (араб. نبروه‎) — город на севере Египта, расположенный на территории мухафазы Дакахлия.

## Географическое положение
Город находится на западе мухафазы, в восточной части дельты Нила, на берегах канала Бахр-Шибин, на расстоянии приблизительно 6 километров к северо-западу от Эль-Мансуры, административного центра провинции. Абсолютная высота — 7 метров над уровнем моря.

## Демография
По данным переписи 2006 года численность населения Набароха составляла 38 953 человека.
Динамика численности населения города по годам:
| 1996   | 2006   | 2018   |
| ------ | ------ | ------ |
| 31 298 | 38 953 | 54 286 |

## Транспорт
Ближайший гражданский аэропорт расположен в городе Порт-Саид.